# Ефтич, Предраг
Предраг Ефтич (серб. Предраг Јефтић; 1913, Горни-Милановац — 30 июля 1943, Села-при-Штравберку) — югославский партизан, участник Народно-освободительной войны Югославии, Народный герой Югославии.

## Биография
Родился в 1913 году в Горни-Милановац, сын врача. Учился в гимназиях Горни-Милановаца, Чачака и Чуприи. Окончил юридический факультет Белградского университета, работал в банке. Поддерживал Коммунистическую партию Югославии во время своего обучения, раздавал листовки, участвовал в стачках и работал в организации синдикатов. С июля 1941 года в партизанском движении.
Ефтич командовал Трнавским батальоном Чачакского партизанского отряда. После Первого антипартизанского наступления в ноябре 1941 года вместе с группой партизанских отрядов и Верховным штабом НОАЮ ушёл в Санджак. До 14 июля 1942 заместитель командира 3-го шумадийского батальона 2-й пролетарской ударной бригады, с 14 июля его командир. Сражался с бригадой в Боснии, осенью 1942 года переправлен в Словению в помощь местным партизанам, где командовал бригадой. С июня 1943 года командир 15-й словенской дивизии.
30 июля 1943 погиб в бою против итальянцев и словенских коллаборационистов в местечке Села-при-Штравберку, около Нова-Места. Похоронен на Кладбище народных героев в Любляне.
25 октября 1943 посмертно награждён орденом и званием Народного героя Югославии.